# Harold Edwards (Mathematiker)
Harold Mortimer Edwards Junior (* 6. August 1936 in Champaign (Illinois); † 10. November 2020 in New York City) war ein US-amerikanischer Mathematiker und Mathematikhistoriker.

## Leben
Edwards studierte an der University of Wisconsin (Bachelor 1956) und an der Columbia University (Master 1957). 1961 wurde er an der Harvard University bei Raoul Bott promoviert (Applications of Intersection Theory to Boundary Value Problems), wo er anschließend Peirce Instructor war. 1962 ging er wieder an die Columbia University, wo er von 1963 bis 1966 Assistenzprofessor war. 1966 bis 1969 war er Assistenzprofessor an der New York University, danach bis 1979 Associate Professor und ab 1979 bis zu seiner Emeritierung 2002 Professor.
Bekannt wurde er vor allem durch zwei Lehrbücher über Zahlentheorie, die der historisch-genetischen Methode folgen: Riemann's Zeta Function (Academic Press 1974, mit einer englischen Übersetzung von Riemanns Aufsatz von 1859), ein Standardwerk, und Fermat’s Last Theorem – A Genetic Introduction to Algebraic Number Theory (Springer 1977), in dem er den historischen Spuren bis zu Ernst Eduard Kummer folgt, der zur Lösung vom großen Satz von Fermat die Idealtheorie entwickelte. Er hat zahlreiche Arbeiten zur Mathematikgeschichte veröffentlicht (insbesondere über Kummer, Richard Dedekind, Leopold Kronecker). Sein Buch Advanced Calculus benutzt systematisch Differentialformen. In seinem Buch über lineare Algebra, und überhaupt in den meisten seiner Bücher, verfolgt er einen algorithmischen, konstruktiven Zugang.
Er führte 2007 eine neue Normalform elliptischer Kurven ein, in der sich das Additionsgesetz von Punkten der Kurve besonders einfach ausdrückt (Edwards-Kurve, affine Edwards-Koordinaten). Edwards bezog sich dabei auf Arbeiten von Leonhard Euler und Carl Friedrich Gauß. Edwards Normalform wurde auch in der Kryptographie elliptischer Kurven angewandt (Tanja Lange, Daniel J. Bernstein).
1980 gewann er den Leroy P. Steele Prize. 1981/82 war er Guggenheim Fellow. 2005 erhielt er den Albert Leon Whiteman Preis der American Mathematical Society. 1978 war er mit Bruce Chandler der erste Herausgeber des The Mathematical Intelligencer.
Edwards war mit der TV-Journalistin und Autorin Betty Rollin verheiratet und lebte in New York City. Er war Mitglied der New York Academy of Sciences und Fellow der American Mathematical Society.

## Schriften
- Riemann´s Zeta Function. Academic Press, 1974, Dover Paperback, 2001, ISBN 0-486-41740-9.
- Fermat’s Last Theorem. Springer, 1977, ISBN 0-387-95002-8.
- Galois Theory. Springer, Graduate Texts in Mathematics, 1984, ISBN 0-387-90980-X.
- Divisor Theory. Birkhäuser, 1990, ISBN 0-8176-3448-7.
- Advanced Calculus. Boston 1969, Birkhäuser, 1994, ISBN 0-8176-3707-9.
- Linear Algebra. Birkhäuser, 1995, ISBN 0-8176-4370-2.
- Essays in Constructive Mathematics. Springer, 2005, ISBN 0-387-21978-1 (Abels Theorem, Galoistheorie, Gauß’ Theorie binärer quadratischer Formen), doi:10.1007/b138656.
- Higher Arithmetic – An Algorithmic Introduction to Number Theory. AMS, Providence 2008, ISBN 978-0-8218-4439-7.
- An appreciation of Kronecker. In: Mathematical Intelligencer. Bd. 9, 1987, Heft 1.
- Kronecker's arithmetical theory of algebraic quantities. In: Jahresbericht der Deutschen Mathematiker-Vereinigung, Bd. 94, 1992, S. 130 (online).
- Fermat´s Last Theorem. In: Scientific American. Bd. 239, 1978, S. 104.